# 麗翠苑
麗翠苑（英語：Lai Tsui Court）的前身是原長沙灣邨重建地盤，原為長沙灣邨（二期）重建發展項目，項目編號為SP15，興建期間曾經易名為麗智邨，是香港房屋委員會轄下的首個綠表置居計劃屋苑及出租公共房屋的綜合發展計劃，在同一個屋苑之內分別設有出租及出售的住宅單位；位於香港九龍深水埗區長沙灣荔枝角道608號 、介乎荔枝角道及東京街交界以北，鄰近長沙灣站及幸福邨。
麗翠苑於2019年8月尾落成；整個屋苑均由房屋署總建築師（7）及興業建築師有限公司合作設計，所有樓宇由安保工程承建；售樓處設於觀塘開源道建生廣場1樓。
整個屋苑，出租住宅部分曾經由嘉怡物業管理有限公司管理，直到2023年改為威邦物業管理有限公司管理 ；至於出售單位部分起初是城市專業管理有限公司管理，曾經在2021年轉為嘉怡物業管理有限公司管理， 直到2023年改為富城物業管理有限公司管理。

## 歷史
麗翠苑所在位置為填海地，1963年建成無獨立廚廁的「長沙灣政府廉租屋邨」，1973年改稱長沙灣邨。政府為改善舊式公屋環境、於2001年1月31日起拆卸長沙灣邨，清拆後地皮曾交還政府並空置一段時間，2004年10月租予亞洲高爾夫球會，作為臨時高爾夫球練習場地。
2008年，政府拆卸鄰近的長沙灣警察宿舍以重建長沙灣邨（一期），2013年落成入伙，並打算收回臨時高爾夫球練習場以重建長沙灣邨二期。2014年4月30日高球場因土地需收回而結業，同年7月交還政府準備重建。
2017年底，房委會將長沙灣邨二期易名為麗智邨；2018年4月底，房委會以麗智邨一期四座樓宇取代火炭駿洋邨，成為綠表置居計劃2018屋苑。包括2500個單位，單位面積由約184呎至452呎，在2018年12月28日至2019年1月10日間接受申請，並於2月抽籤，3月28日起揀樓，9月初入伙。隨後房委會正式將麗智邨再易名為麗翠苑，並於同年9月正式簽立地契。
麗翠苑是繼1999年-2001年落成的海富苑、雍盛苑及彩明苑之後，相隔18年再次出現公屋及資助房屋的綜合式屋苑。
截至1月9日，房委會收到23000份申請表，包括17000份來自「居屋2018」的綠表申請及約6000份新申請，超額8倍。
出售部份所有單位已於2019年6月12日售出，銷售歷時2個半月；但是，其後有12伙（包括麗森閣3215室、麗榕閣1409室及麗棠閣1515室）於售罄後不久已經「撻訂」，已撥入下一期綠置居出售，並於翌年7月13日全數售出。而由於後期工程提早至7月完成，交付日期已提早一個月至8月尾。
而出租部份亦已於同年7月22日起進入單位預派程序，並已安排準租客在下一個星期簽訂租約。

## 屋苑資料

### 樓宇
| 樓宇名稱（座號） | 樓宇用途     | 樓宇類型               | 落成年份 | 樓宇層數 （住宅層數） | 每層伙數                               | 每座單位數目（伙） | 建築師                                   | 承建商   | 提供升降機的廠商 | 期數 | 原訂名稱     |
| ---------------- | ------------ | ---------------------- | -------- | --------------------- | -------------------------------------- | ------------------ | ---------------------------------------- | -------- | ---------------- | ---- | ------------ |
| 麗森閣（第1座）  | 綠表置居計劃 | 非標準設計大廈 （V型） | 2019年   | 41                    | 18                                     | 702                | 房屋署總建築師（7）、 興業建築師有限公司 | 安保工程 | 奧的斯           | 1    | 麗智邨智仁樓 |
| 麗榕閣（第2座）  | 綠表置居計劃 | 非標準設計大廈 （V型） | 2019年   | 38                    | 18                                     | 648                | 房屋署總建築師（7）、 興業建築師有限公司 | 安保工程 | 奧的斯           | 1    | 麗智邨智信樓 |
| 麗棠閣（第3座）  | 綠表置居計劃 | 非標準設計大廈 （V型） | 2019年   | 38                    | 16（1-34樓） 不設1及2號單位（35-36樓） | 572                | 房屋署總建築師（7）、 興業建築師有限公司 | 安保工程 | 奧的斯           | 1    | 麗智邨智誠樓 |
| 麗棋閣（第4座）  | 綠表置居計劃 | 非標準設計大廈 （V型） | 2019年   | 41                    | 16（1-38樓） 不設1號單位（39樓）       | 623                | 房屋署總建築師（7）、 興業建築師有限公司 | 安保工程 | 奧的斯           | 1    | 麗智邨智健樓 |
| 麗柏閣（第5座）  | 租住屋邨     | 非標準設計大廈 （V型） | 2019年   | 41                    | 18                                     | 684                | 房屋署總建築師（7）、 興業建築師有限公司 | 安保工程 | 奧的斯           | 2    | 麗智邨智康樓 |
| 麗楊閣（第6座）  | 租住屋邨     | 非標準設計大廈 （V型） | 2019年   | 38                    | 18                                     | 630                | 房屋署總建築師（7）、 興業建築師有限公司 | 安保工程 | 奧的斯           | 2    | 麗智邨智富樓 |

### 屋邨簡介
麗翠苑共包括六幢住宅大廈（第1至6座），每幢樓宇均配置四或五部升降機。每座大廈各樓高38或41層（第2、3和6座為38層；第1、4和5座為41層），合共提供3,850個分層住宅單位。
其中第1至4座屬首個恒常化綠置居項目（出售綠表置居單位計劃2018），一至頂層（36或39樓）屬住宅樓層，每層各設14至18伙單位，合共提供2,545個分層住宅單位。 而第5及6座則為出租公共屋邨，合共提供1,305個分層住宅單位。
間隔由實用184平方呎開放式至452平方呎兩房兩廳。所有單位不設梗房，以上間隔需由業主／租客自行分間。

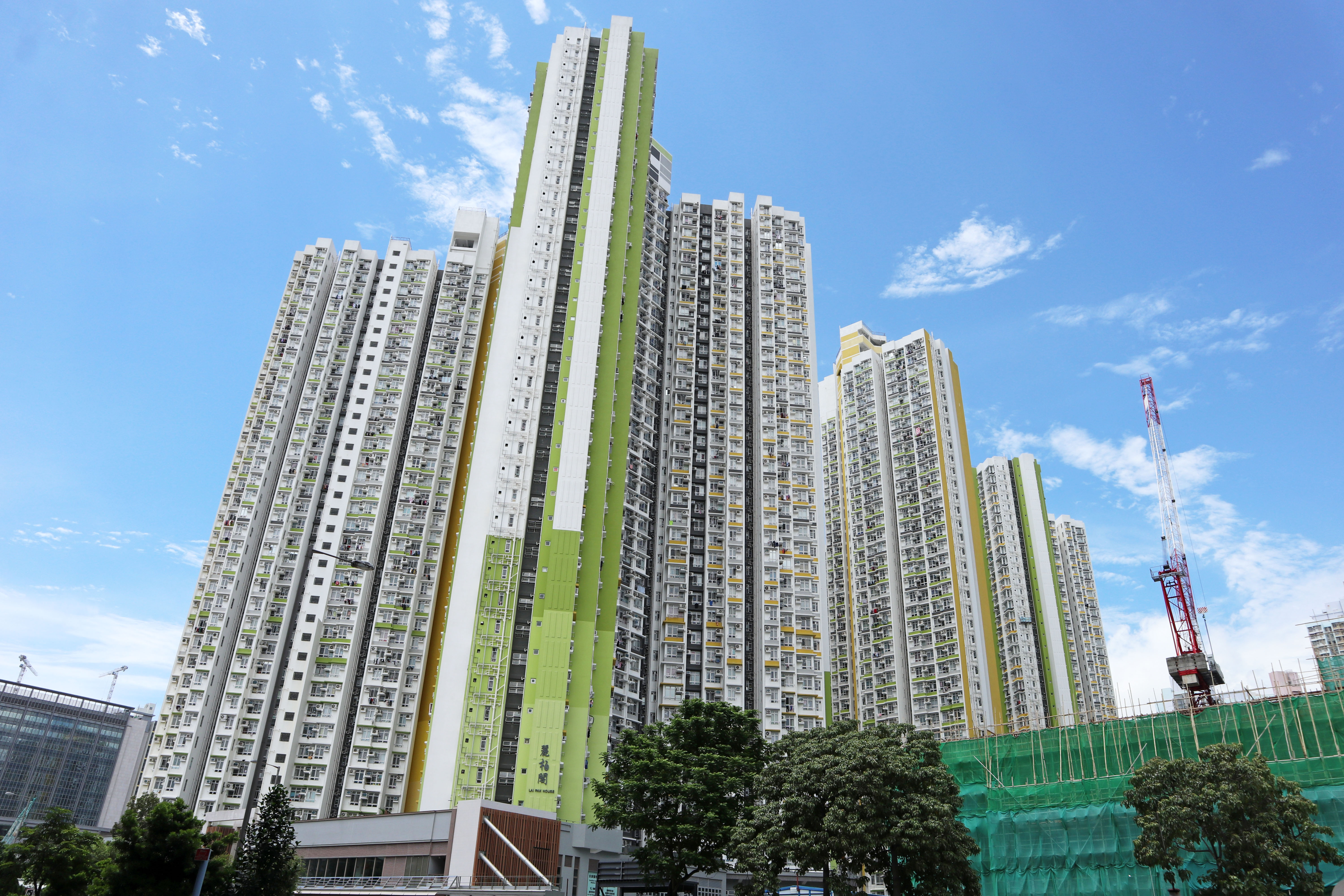
麗翠苑面向長沙灣邨方向外觀（2020年5月）
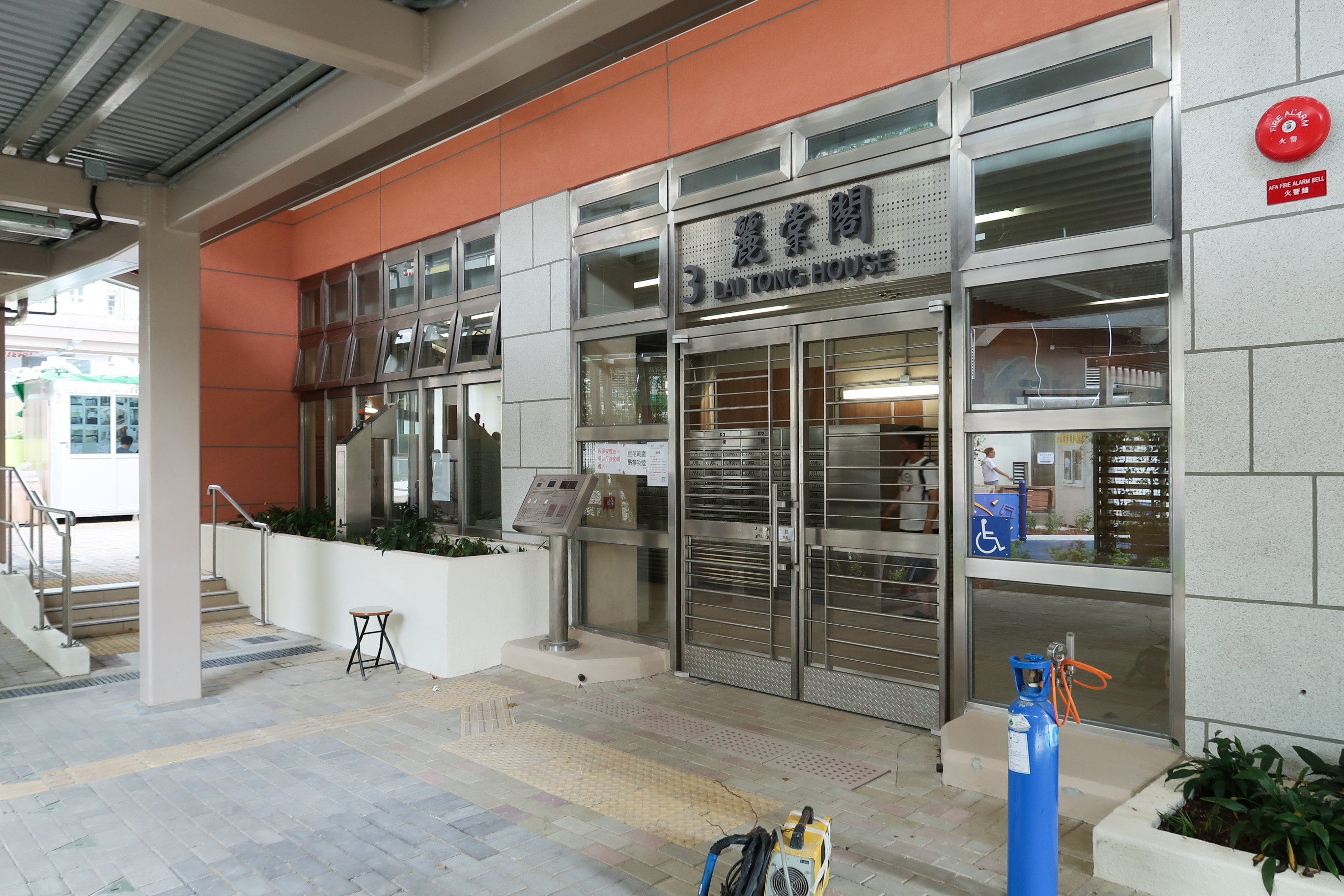
麗棠閣住宅入口大堂（2019年9月）

### 景觀
項目單位以望周邊樓景為主。而綠置居四幢大廈之中，以麗榕閣向西北（面向發祥街）的高層單位視野較開揚，遠望美孚一帶景致，部份極高層單位可眺望遠處海景。不過要留意長沙灣天主教聖辣法厄爾墳場位於麗翠苑的西北方，部份麗翠苑單位可能望見該墳場。
而麗榕、麗棠閣向西南邊（面向蔬菜統營處），亦享較開揚景致，不過由於菜統處外不時泊滿大貨車及擺滿發泡膠箱，感觀上或會較差。

### 定價
綠置居以市價42折發售，定價是參考鄰近長沙灣「四小龍」私人屋苑及居屋屋苑而定價，呎價平均6,243元。售價介乎93.25萬元至306.21萬元（當中，最貴單位為可間2房的麗森閣3807室）；單位面積約184至452平方呎。
至於屋苑內14間曾在綠置居2018中取消交易的單位，會於綠置居2019計劃中推售，售價介乎137至341萬元，平均呎價為7,219元。

### 升降機服務
各座全數採用奧的斯製升降機，除麗棠閣、麗棋閣只設4台升降機（2台可達1-19樓，另有2台可達20-36/39樓）外，其他樓宇均設5台升降機（2台可達1-16樓、1台可達17-26樓、1台可達27-36/39樓；另有一台可達17-36/39樓）。
所有樓宇並無升降機可通往全部樓層。

### 前身樓宇（原長沙灣邨地盤）
| 樓宇名稱 | 落成年份 | 清拆年份 | 重建後現存樓宇           |
| -------- | -------- | -------- | ------------------------ |
| 第1座    | 1963     | 2001     | （此屋苑） 麗柏閣 麗楊閣 |
| 第2座    | 1963     | 2001     | （此屋苑） 麗柏閣 麗楊閣 |
| 第3座    | 1963     | 2001     | （此屋苑） 麗柏閣 麗楊閣 |
| 第4座    | 1963     | 2001     | （此屋苑） 麗柏閣 麗楊閣 |
| 第5座    | 1963     | 2001     | （此屋苑） 麗柏閣 麗楊閣 |
| 第6座    | 1963     | 2001     | （此屋苑） 麗棠閣 麗棋閣 |
| 第7座    | 1963     | 2001     | （此屋苑） 麗棠閣 麗棋閣 |
| 第8座    | 1963     | 2001     | （此屋苑） 麗森閣 麗榕閣 |
| 第9座    | 1963     | 2001     | （此屋苑） 麗森閣 麗榕閣 |
| 第10座   | 1963     | 2001     | （此屋苑） 麗森閣 麗榕閣 |
| 第11座   | 1963     | 2001     | （此屋苑） 麗森閣 麗榕閣 |
| 第12座   | 1963     | 2001     | （此屋苑） 麗棠閣 麗棋閣 |
| 第14座   | 1963     | 2001     | （此屋苑） 麗棠閣 麗棋閣 |

### 設施

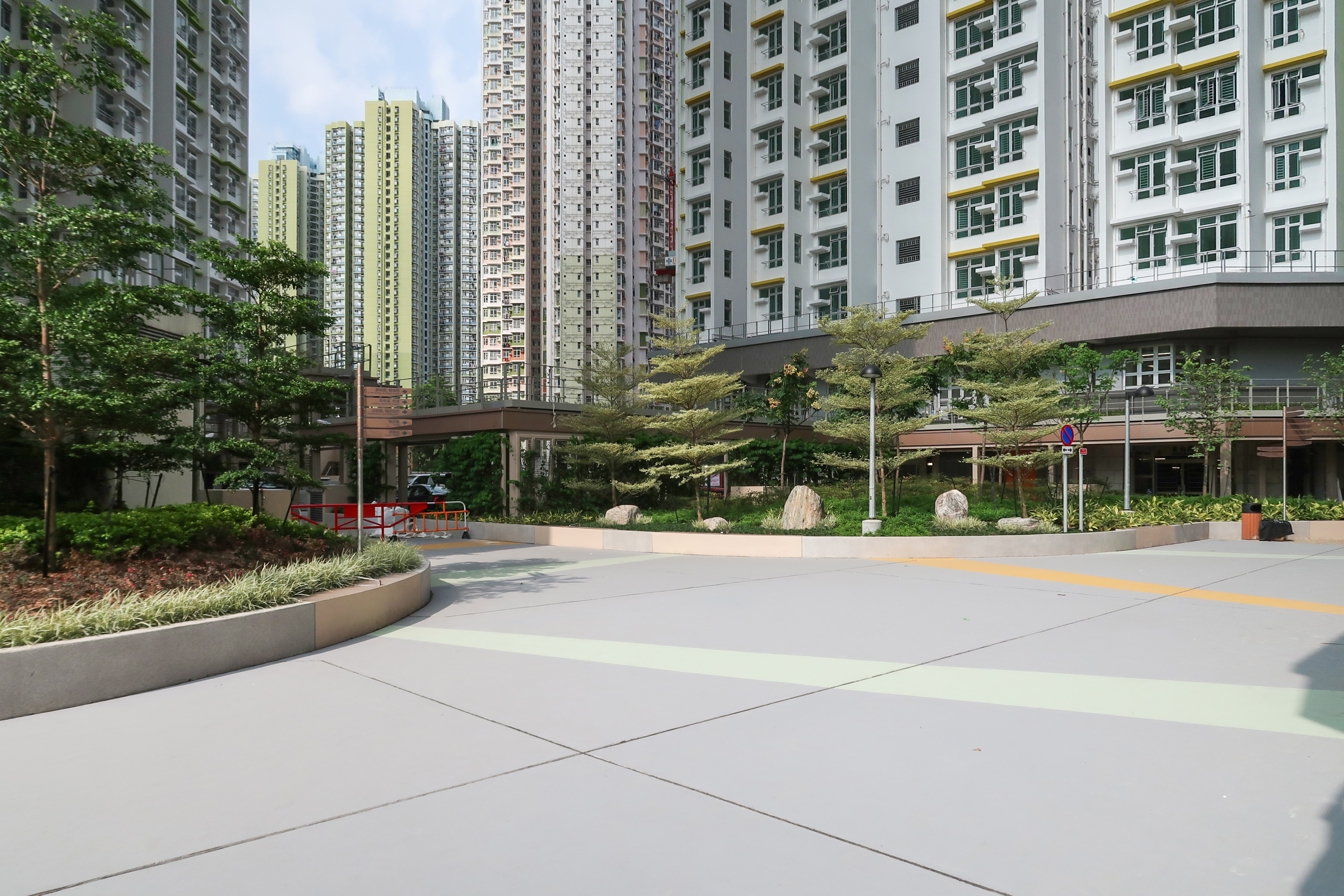
鄰近商場的庭園

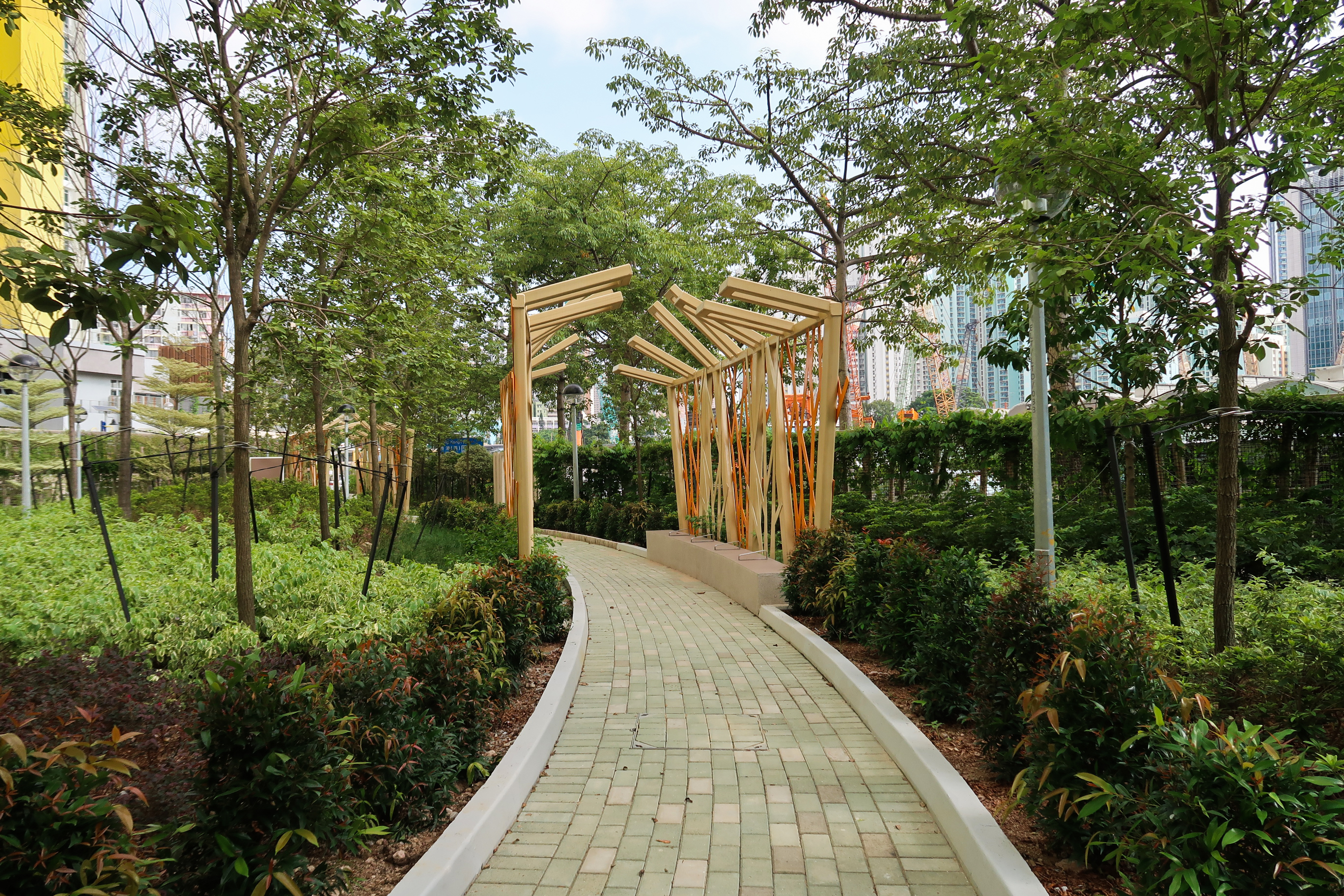
屋苑外圍的園林

屋苑設施包括籃球場、羽毛球場、健身區、乒乓球檯、兒童遊樂場、桌球場及園景區等設施，面積達21,677平方呎。同時附設中途宿舍及幼稚園（後者已於2021年1月，分配予同區的長沙灣街坊福利會林譚燕華幼稚園 （页面存档备份，存于）作遷校之用）。地庫停車場提供99個私家車、8個輕型貨車停車位及26個電單車停車位。值得一提的是項目的綠色建築認證的暫定評級為「金級」，表示其在能源消耗的表現極佳。
屋苑毗鄰有長沙灣遊樂場，內設兒童遊樂場、長者健體園地及多個球場，包括2個籃球場、2個足球場、2個排球場，而且更設有滾軸溜冰場。同時區內還有深水埗公園（旁邊設有公共游泳池）、順寧道遊樂場、漢花園、保安道體育館及圖書館、李鄭屋游泳池等可供公眾使用。

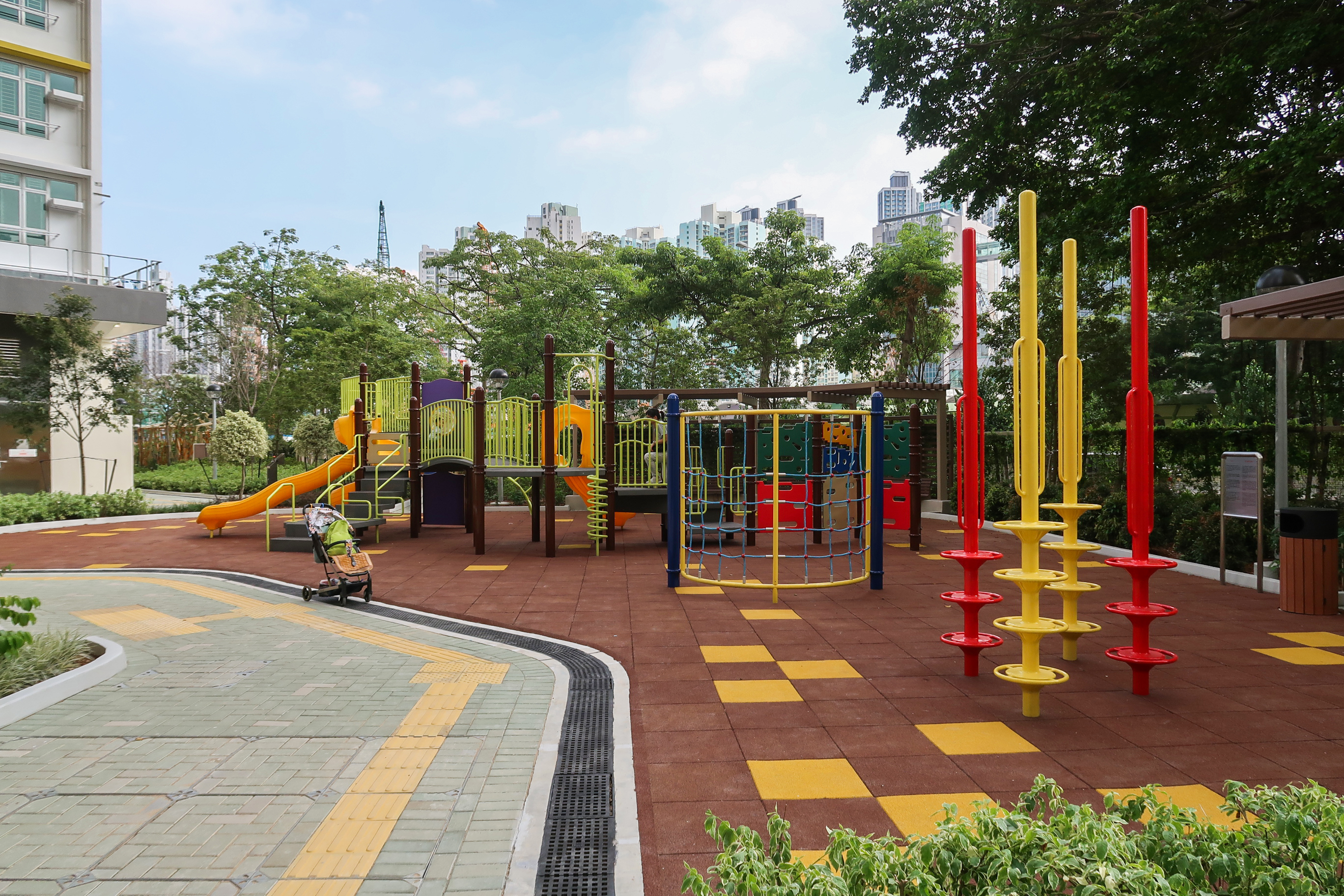
兒童遊樂場
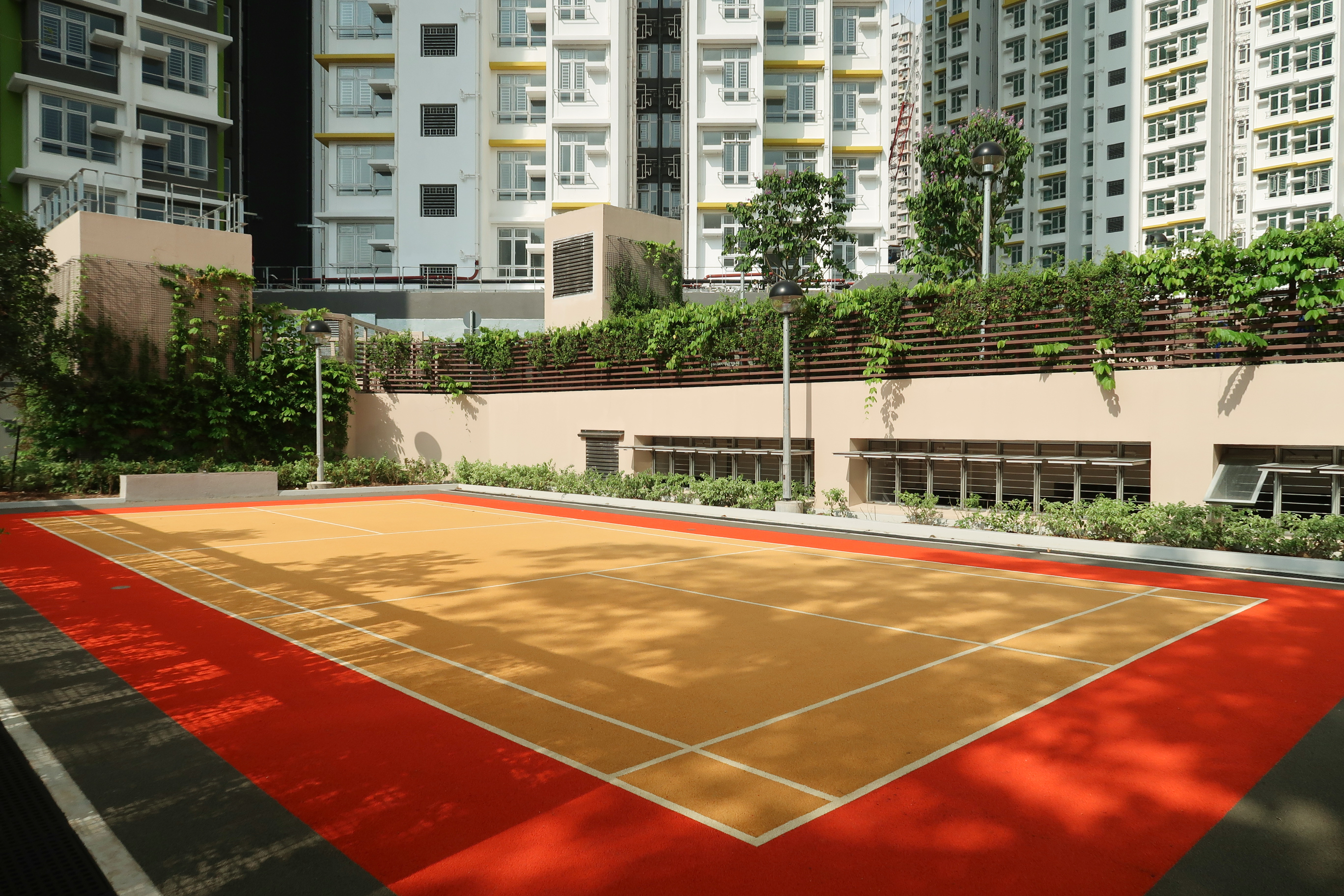
羽毛球場
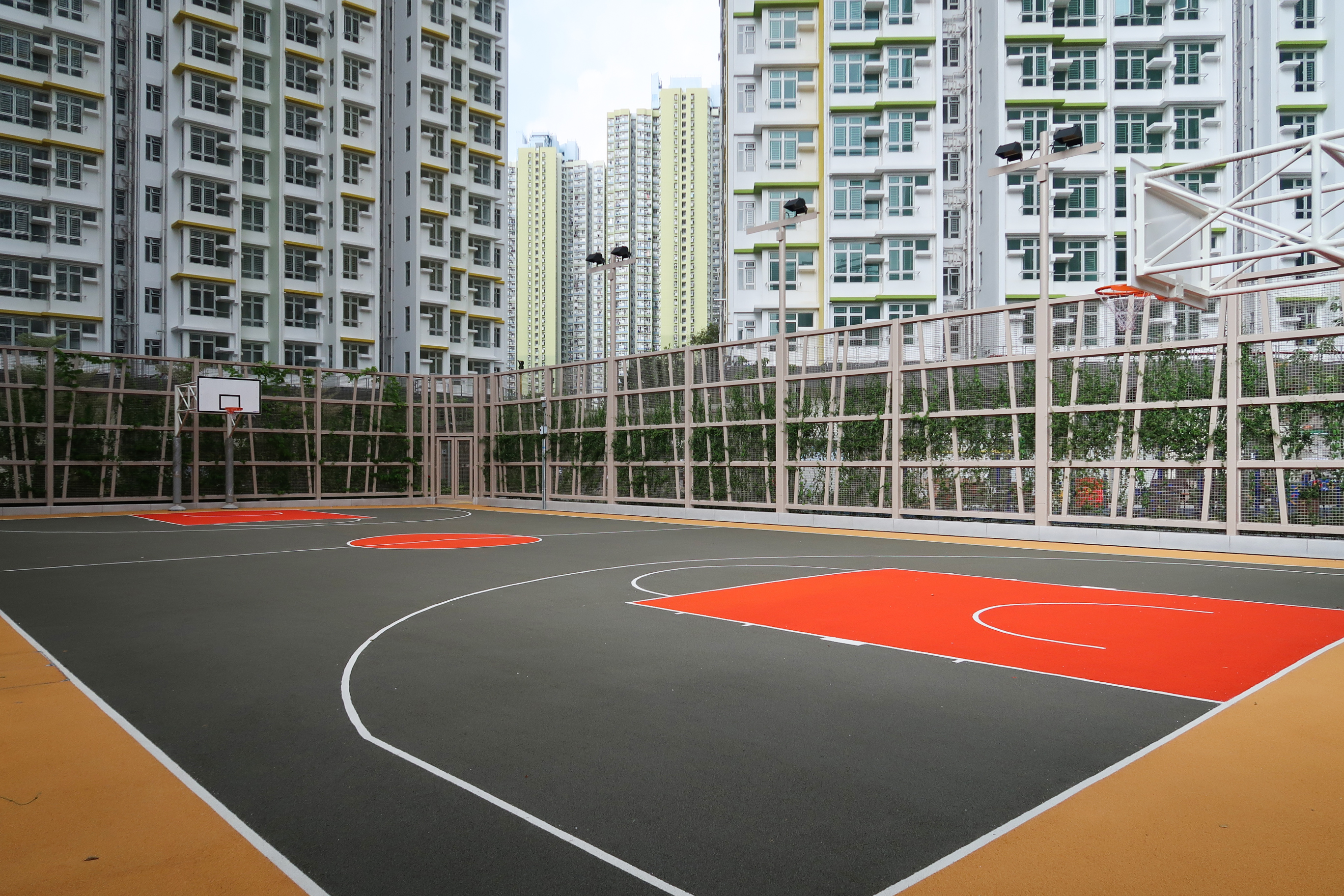
籃球場
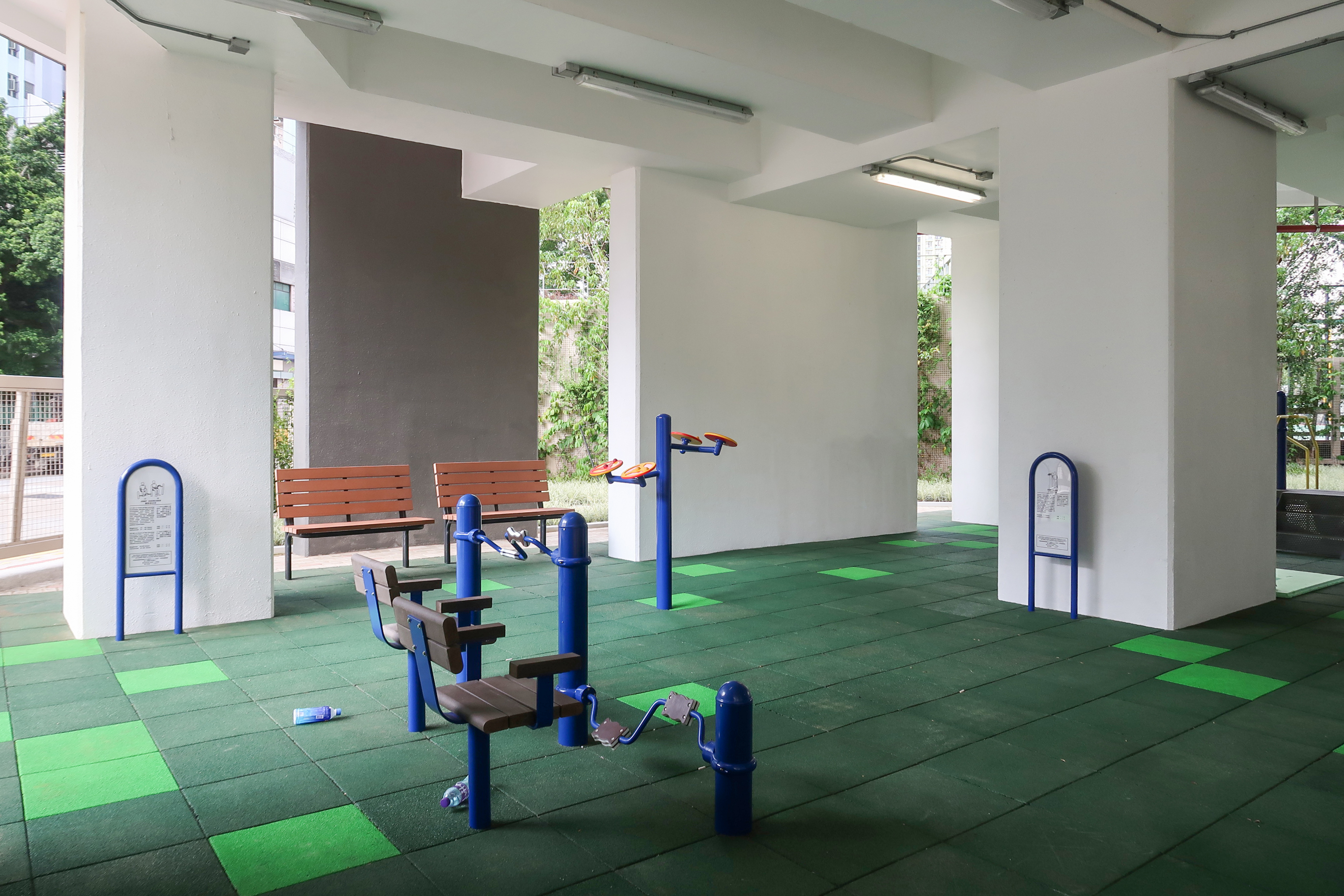
位於第1座的健身區
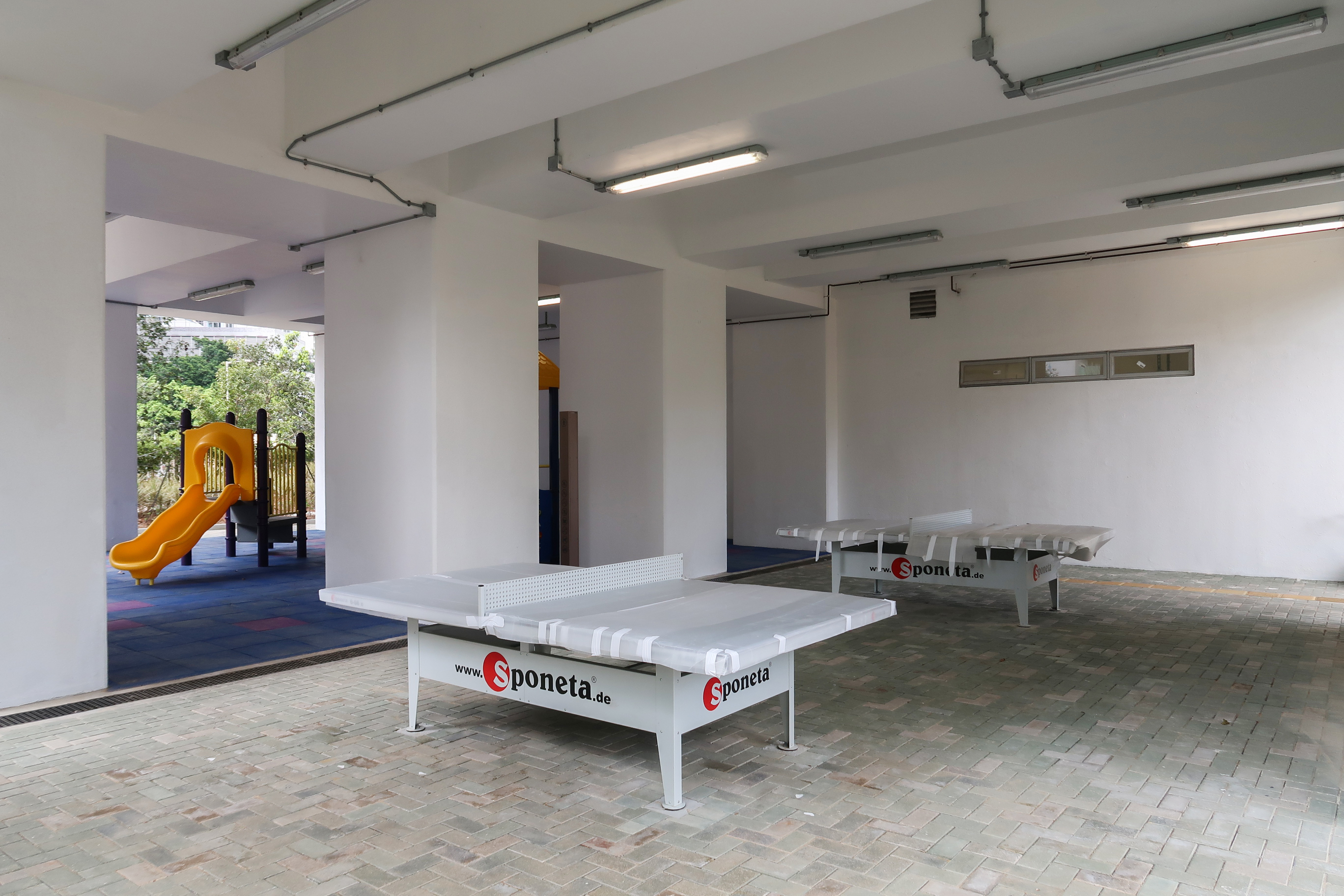
位於第2座的乒乓球檯和遊樂場
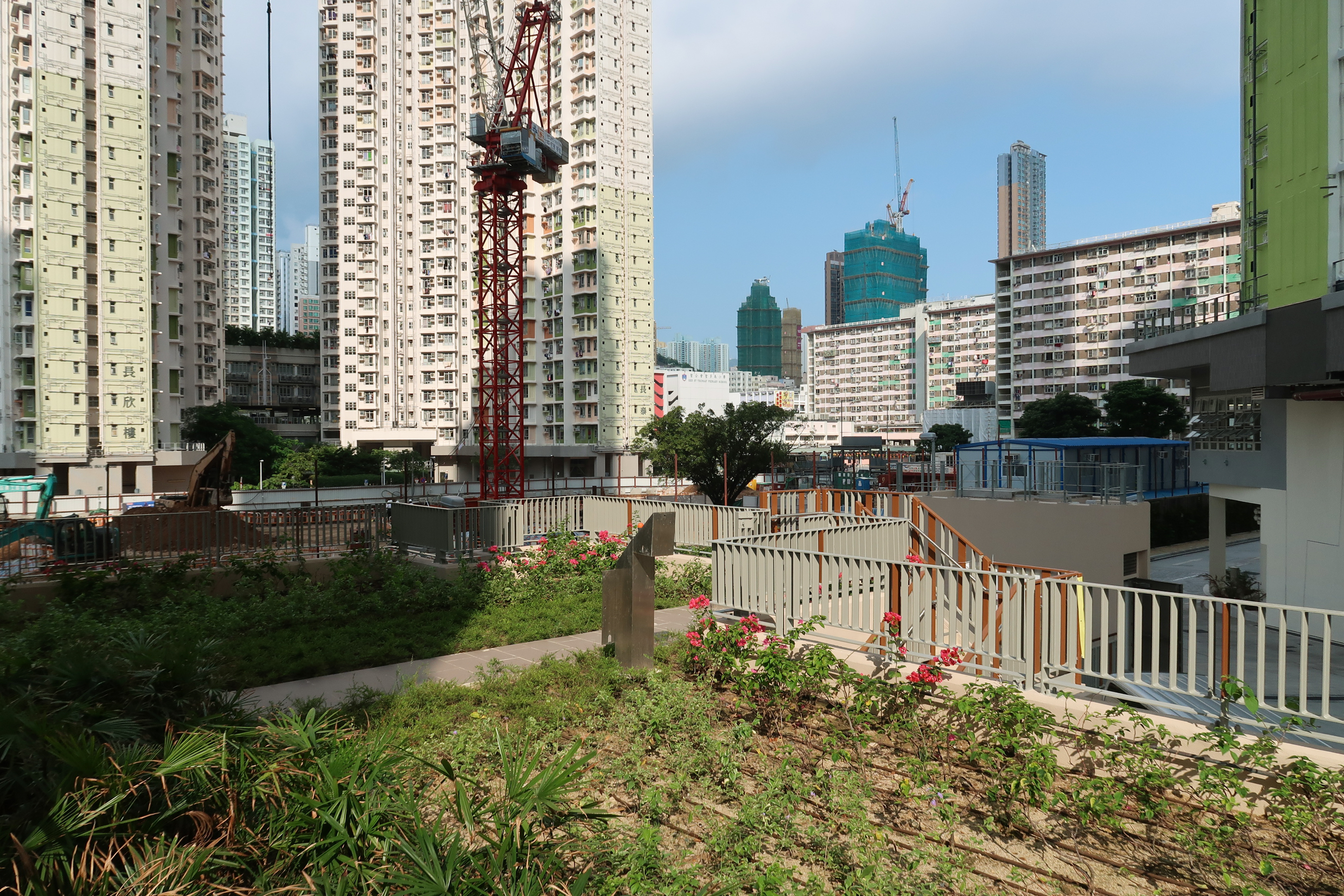
綠化平台（2019年9月）

#### 麗翠商場

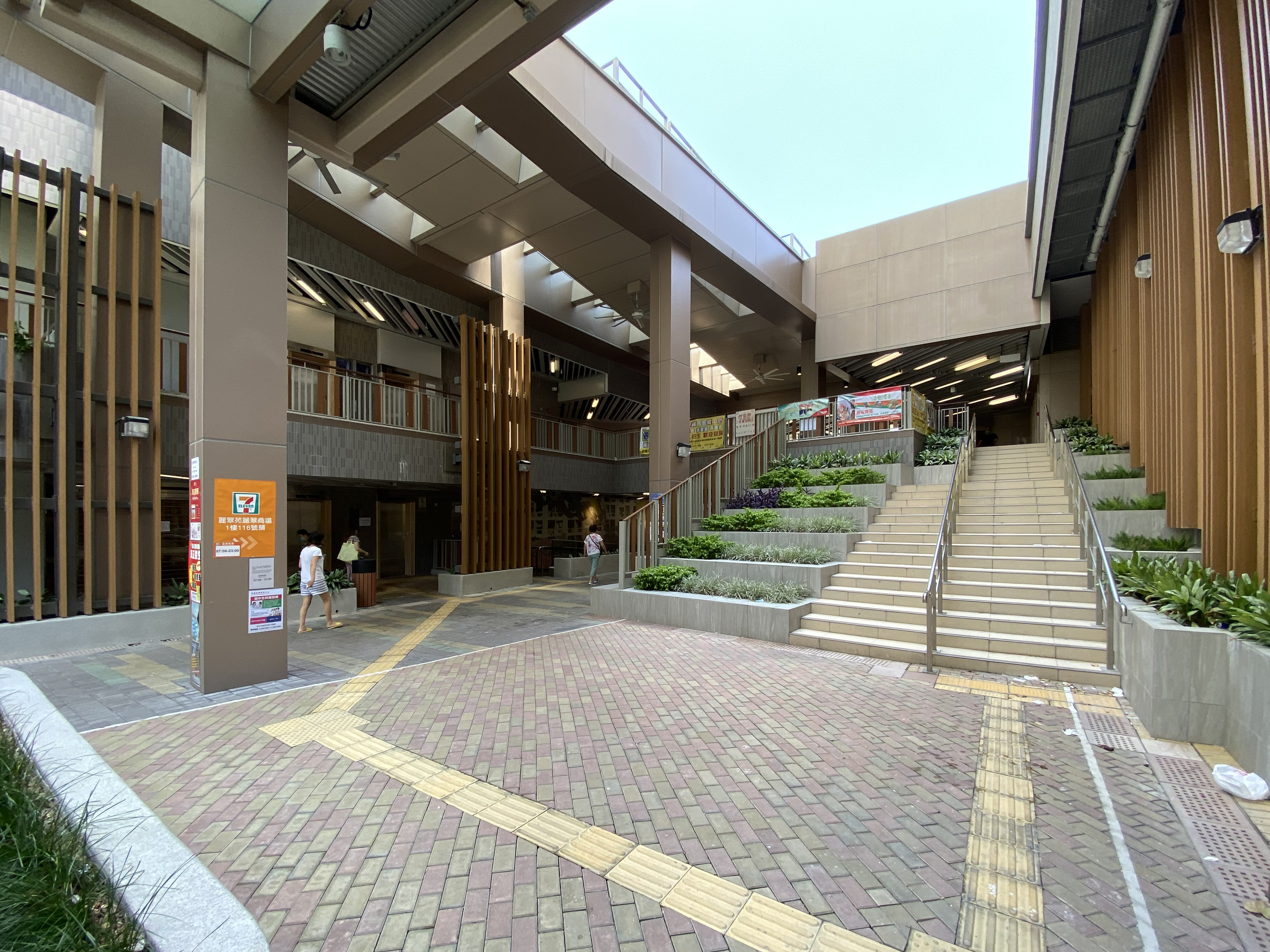
麗翠商場樓梯可供遊人坐下（2020年5月）

麗柏閣及麗楊閣基座設有兩層高的街鋪及平台式購物設施，名為麗翠商場，提供25間商舖，可出租面積約1900平方米；商場設有超級市場、便利店、食肆及診所等，於2019年6月起招租，並於2019年10月開業；商場一樓設有預留位連接旁邊橫跨東京街、荔枝角道的行人天橋；商場在東京街的地下入口設有壁畫，描繪屋苑所在地前身的長沙灣邨。另有佔地約500平方米的社區設施。
而屋苑周遭亦有不少小型商場，例如麗閣商場和幸福商場等；此外住戶步行約10分鐘就可至保安道街市，同時區內一般食肆、便利店、診所、藥房、麵包店等均一應俱全。

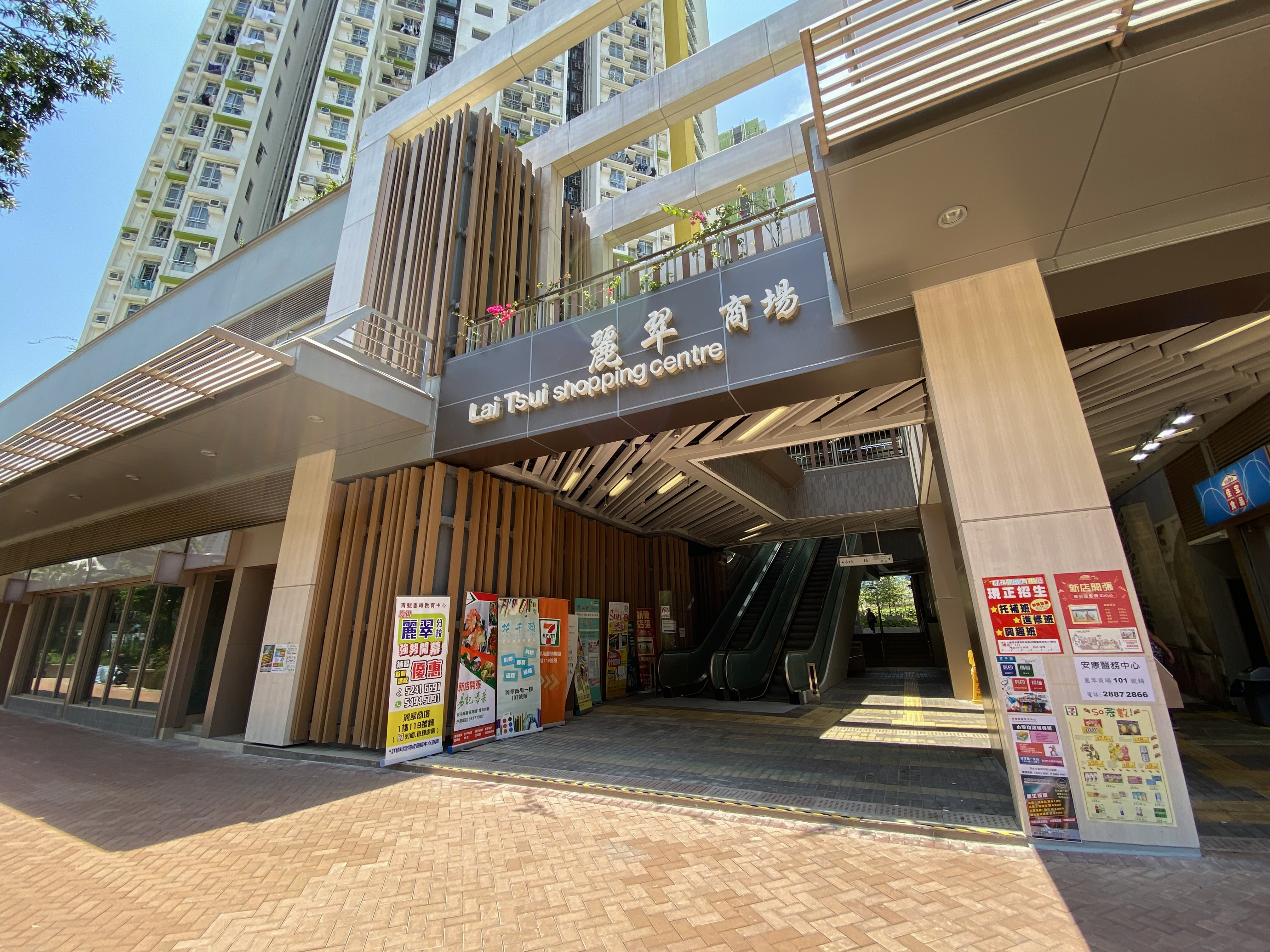
商場入口（2020年5月）
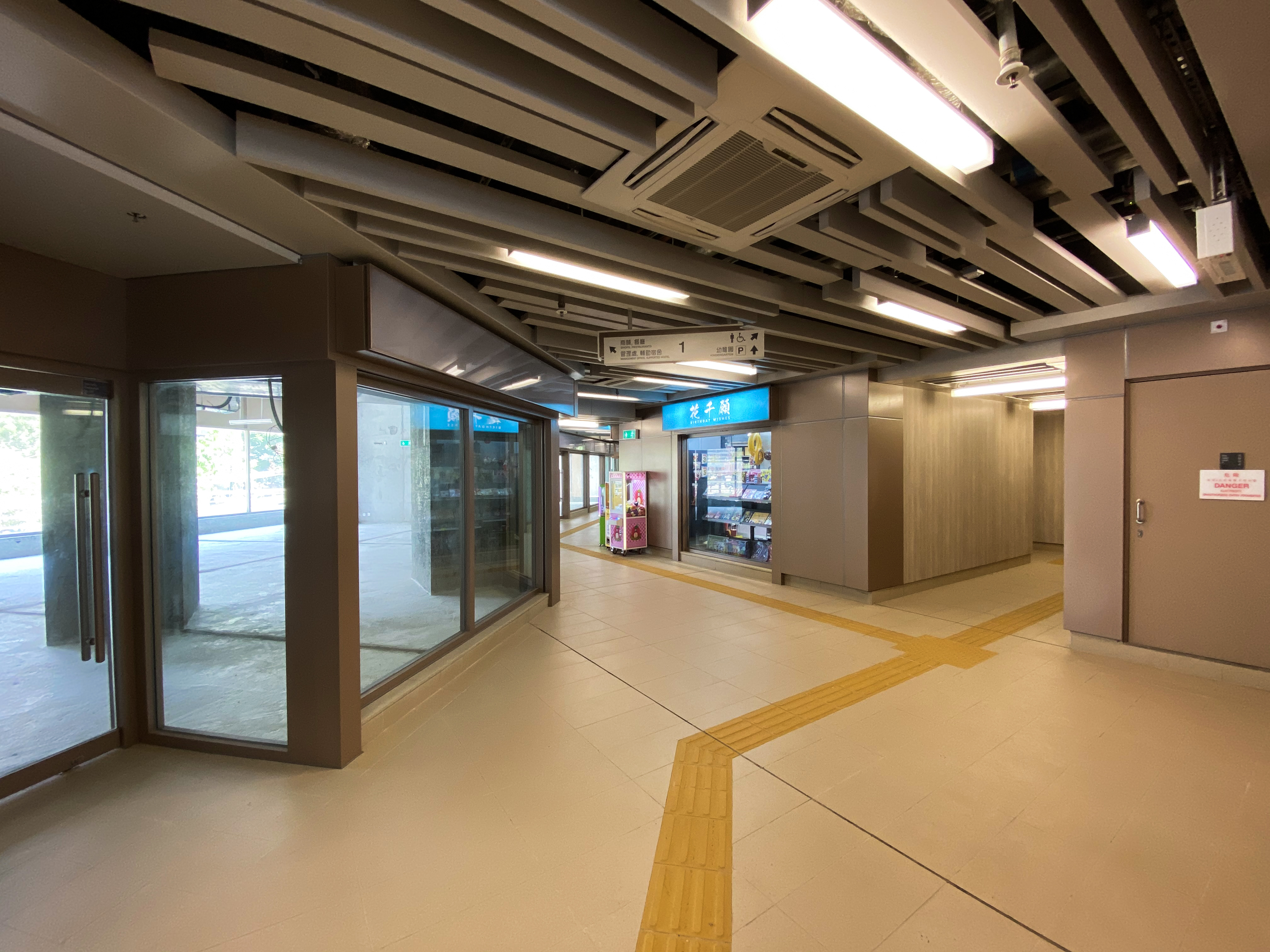
商場1樓多間商店空置中（2020年5月）
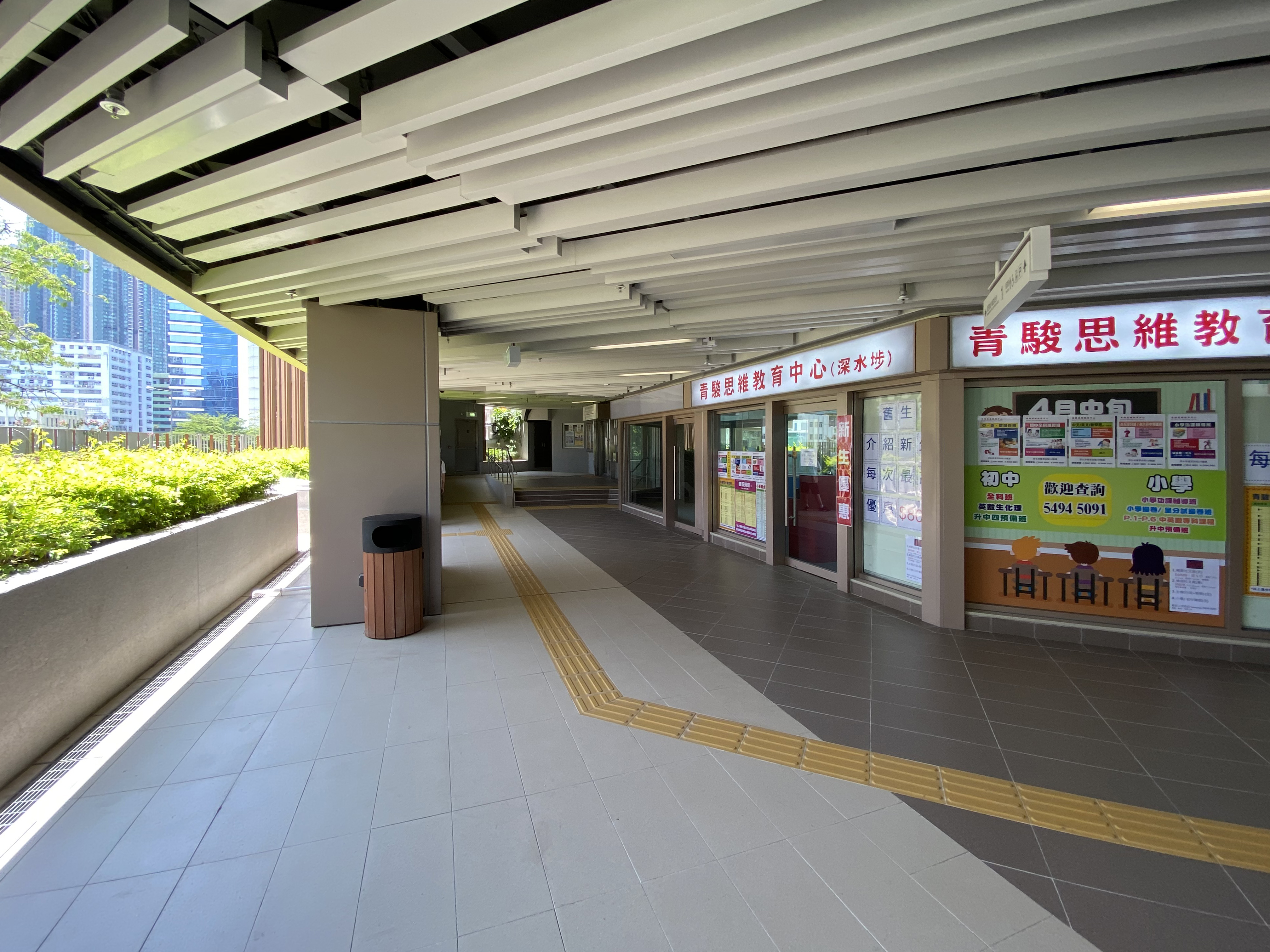
商場1樓花園和商店（2020年5月）
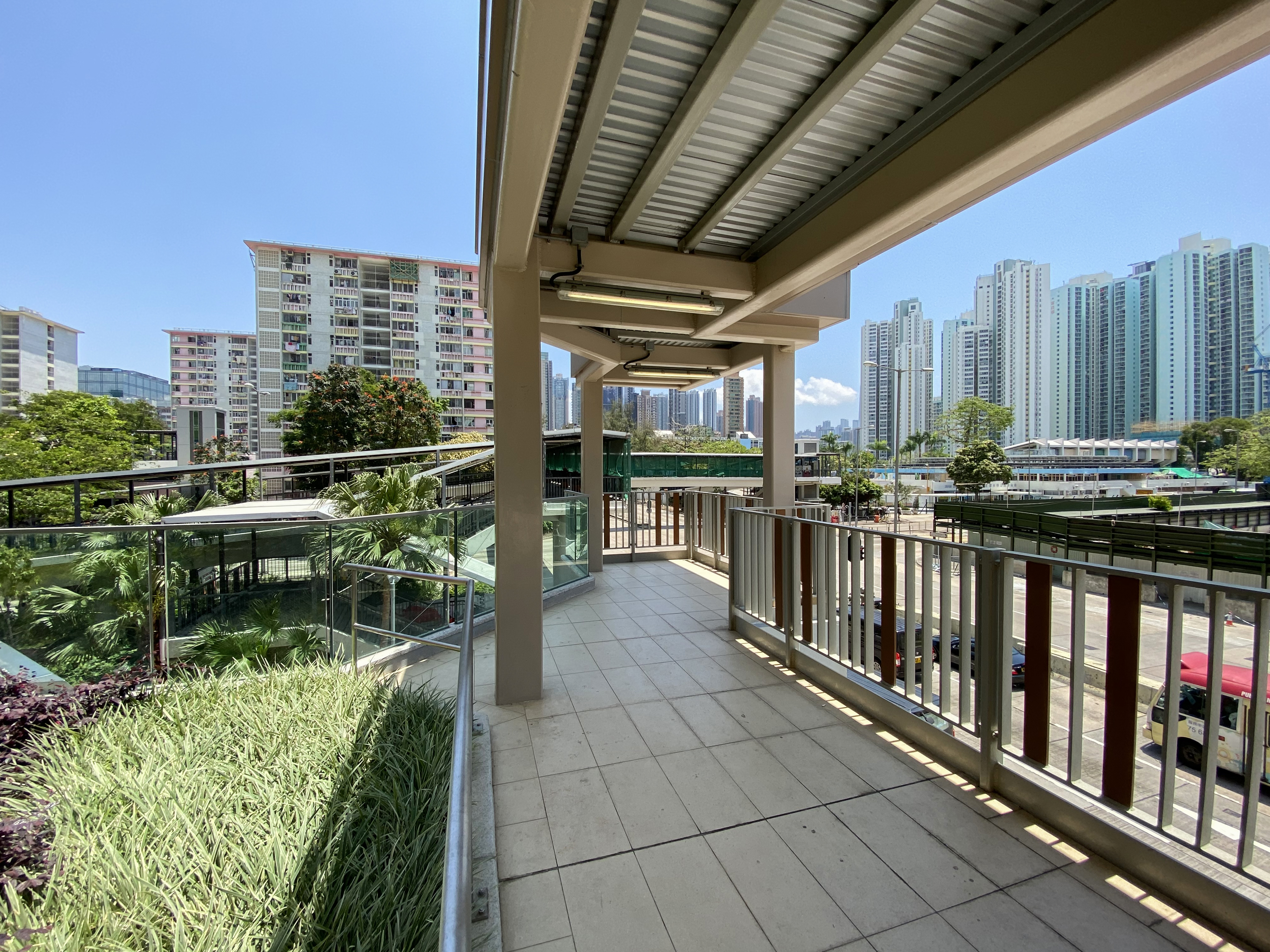
一樓設有預留位連接旁邊橫跨東京街、荔枝角道的行人天橋（2020年5月）
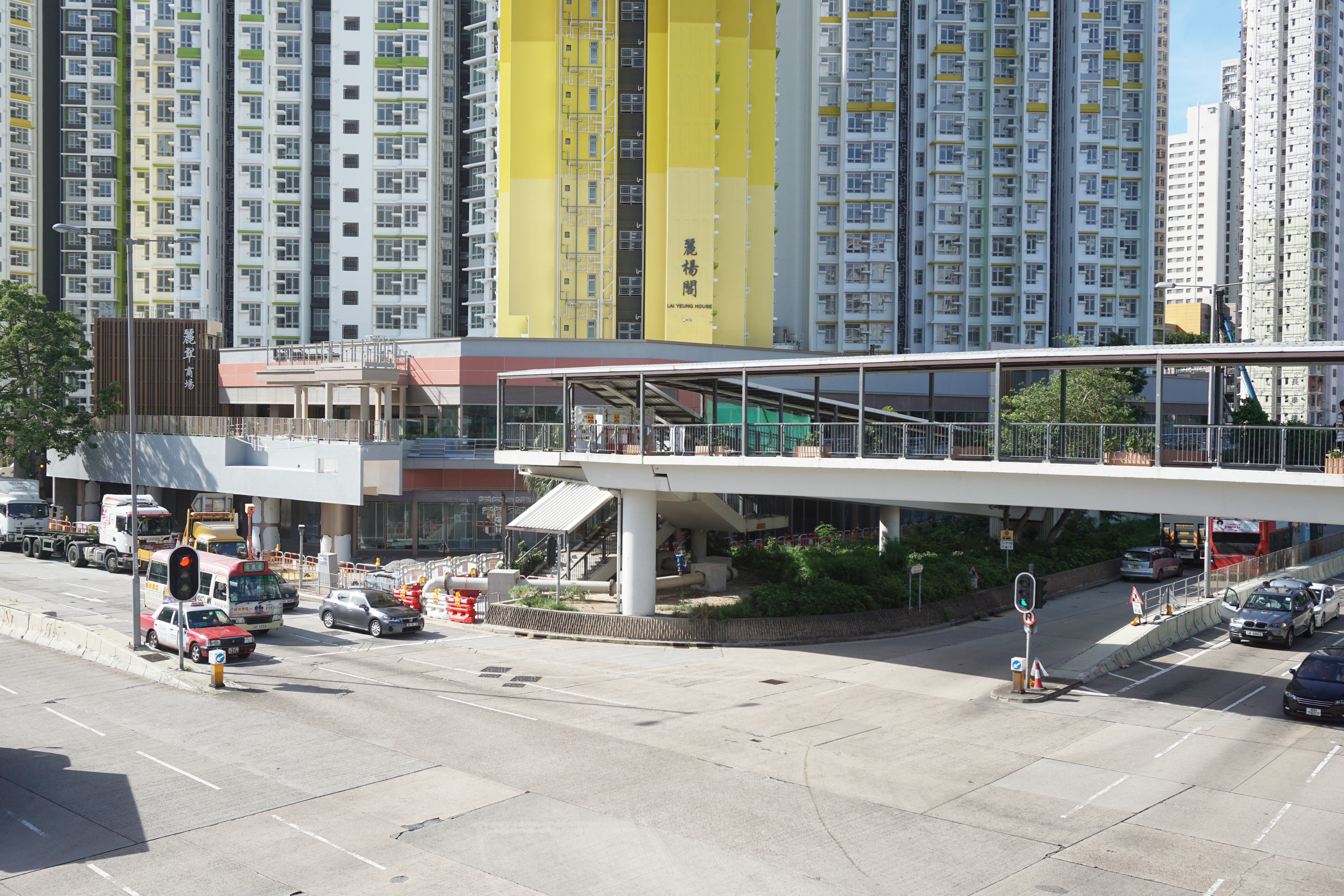
麗翠商場

## 興建期間之圖片庫

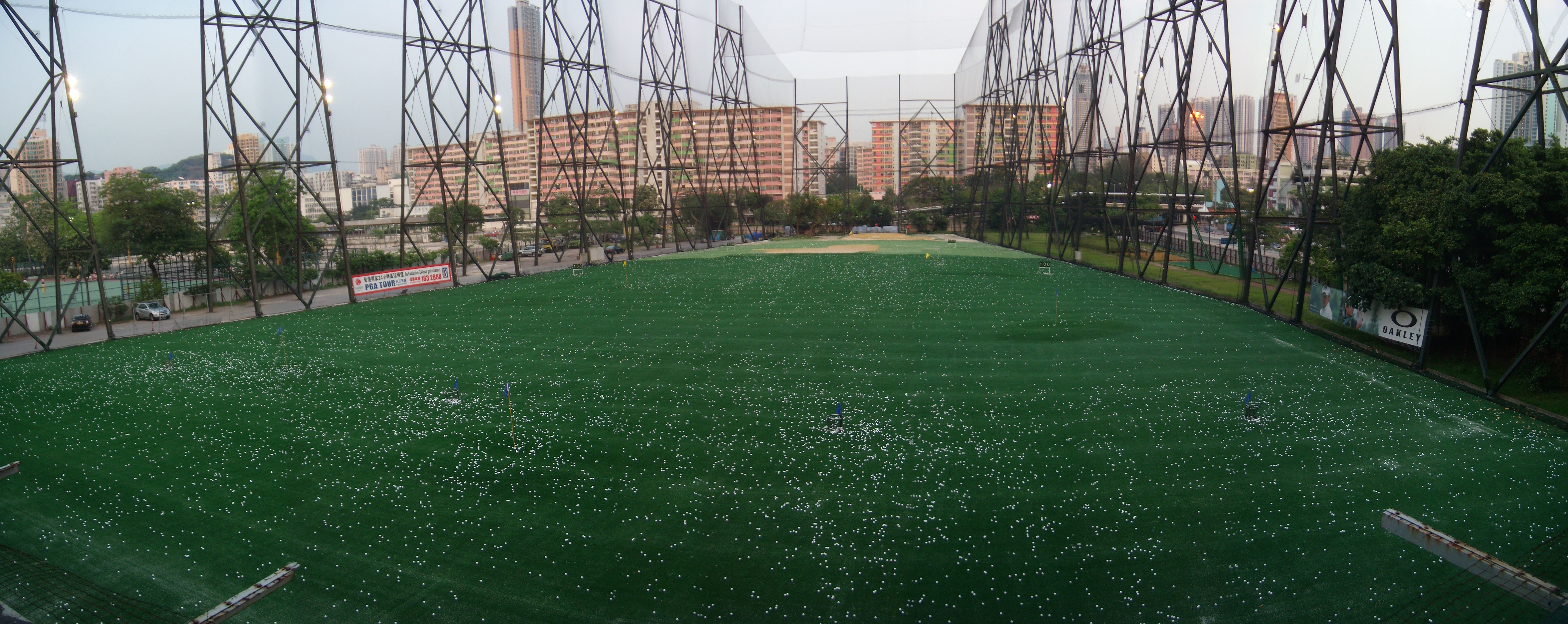
本苑於興建前，地皮曾租予亞洲高爾夫球會作為臨時高爾夫球練習場直至2014年
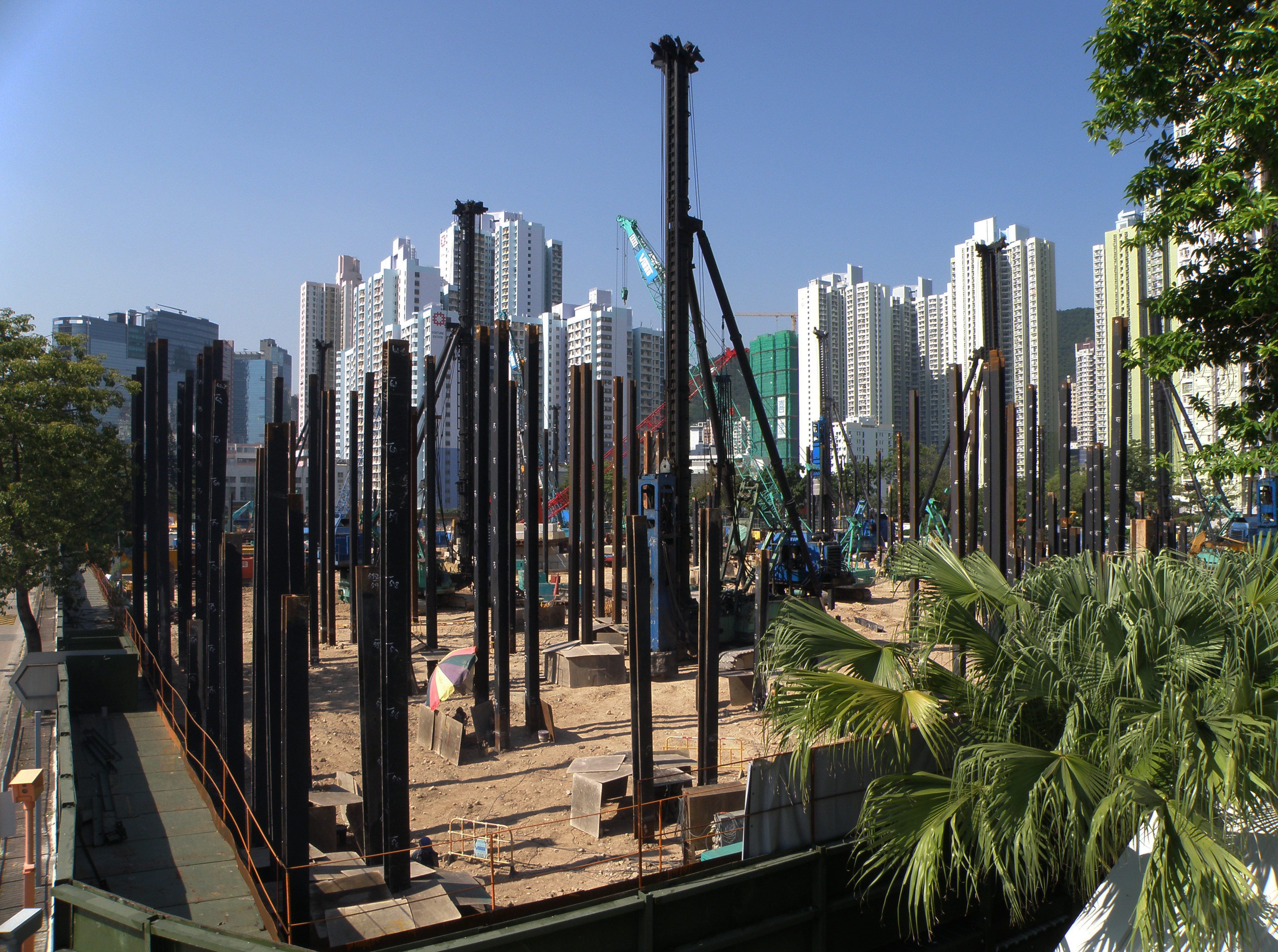
地基打樁工程（2015年10月）
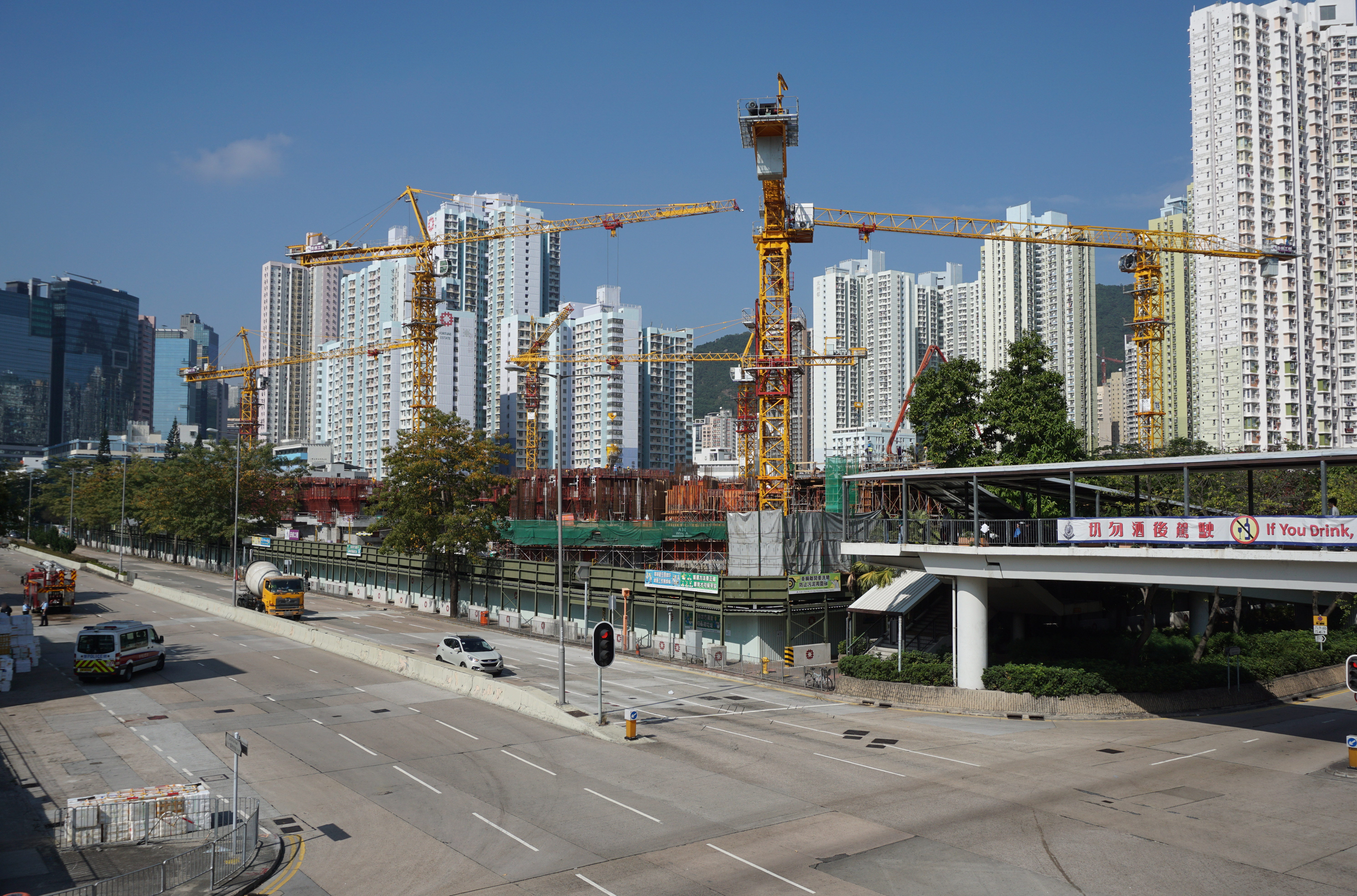
興建中（2017年1月）
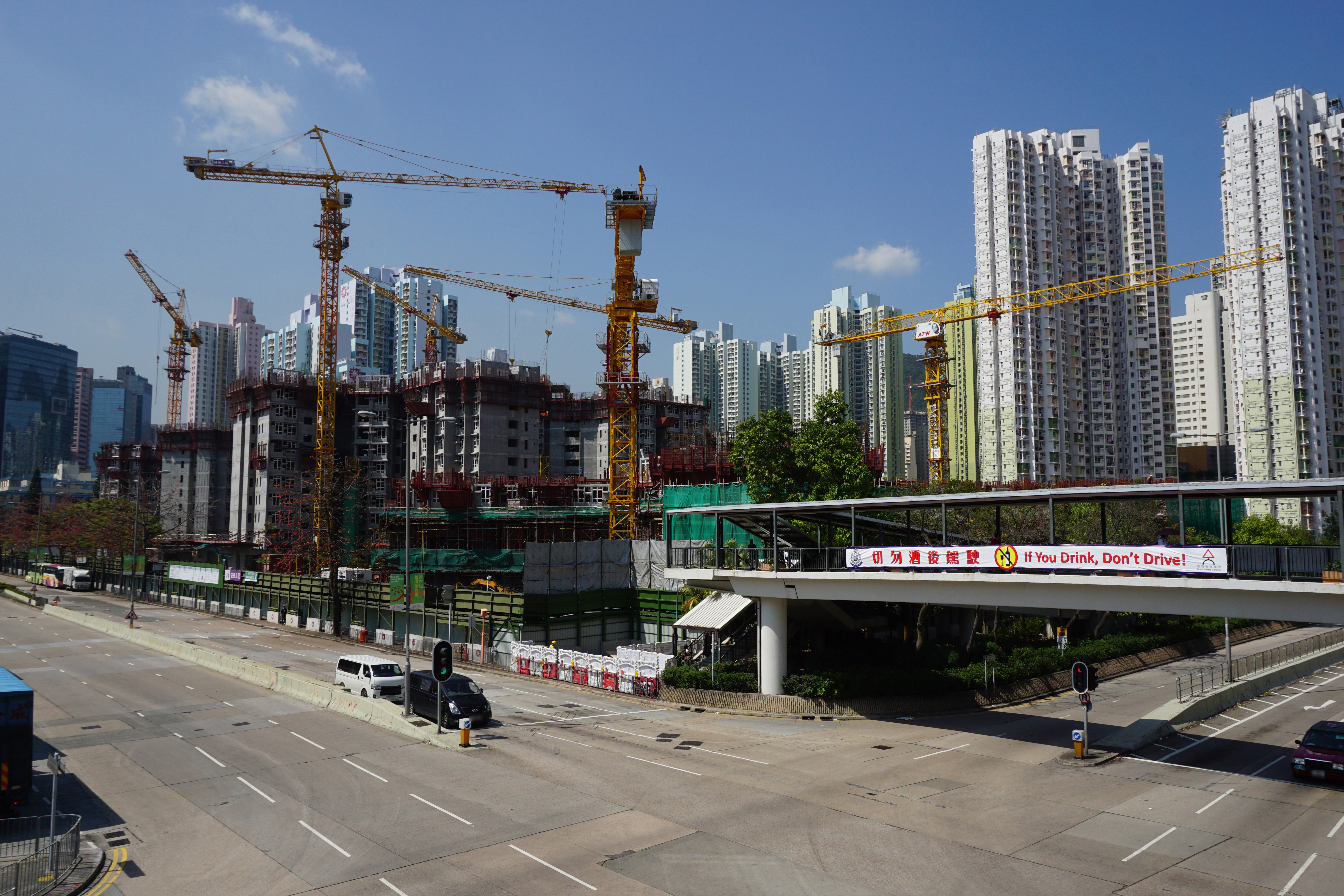
興建中（2017年4月）
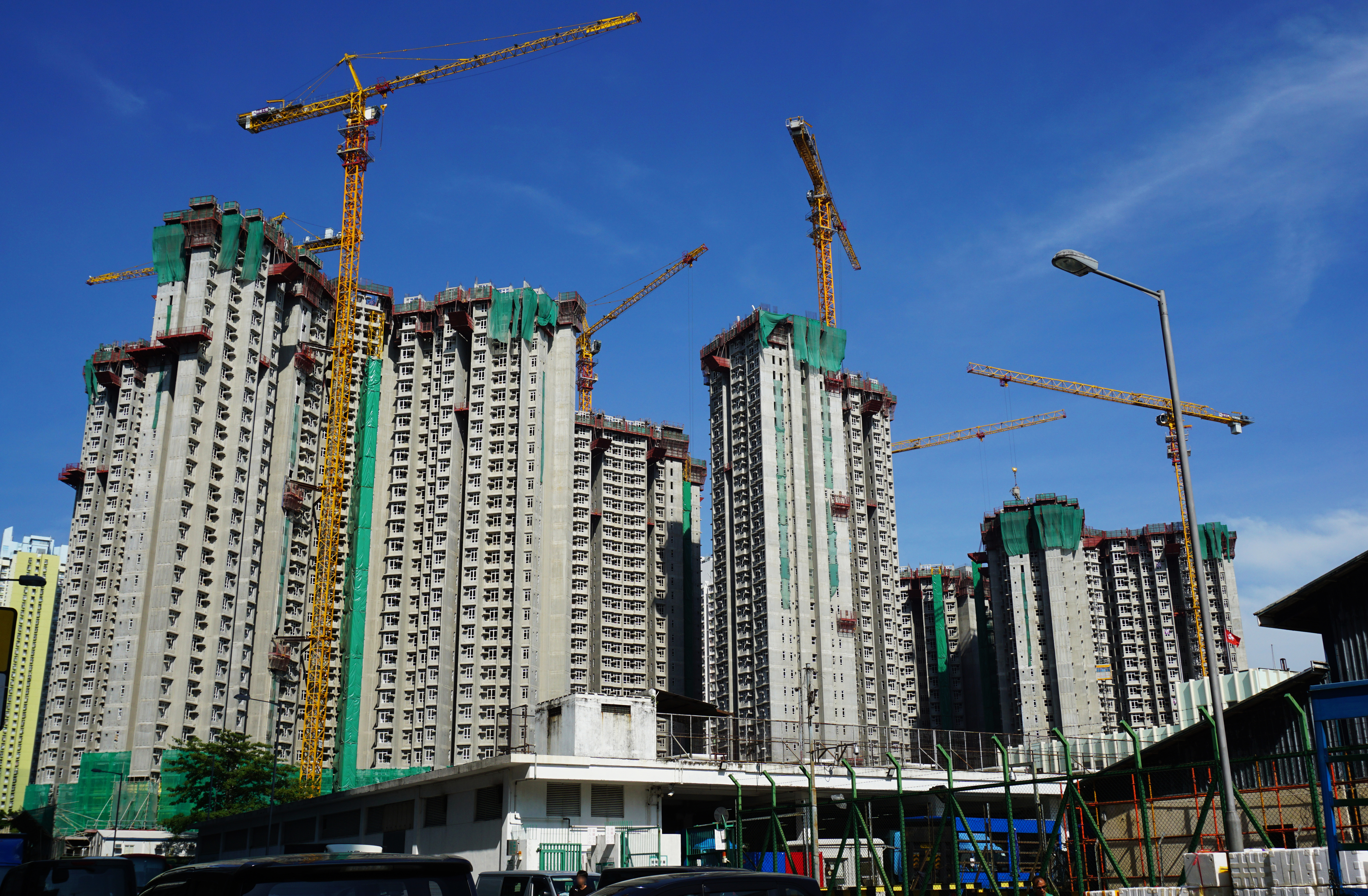
興建中（2017年10月）
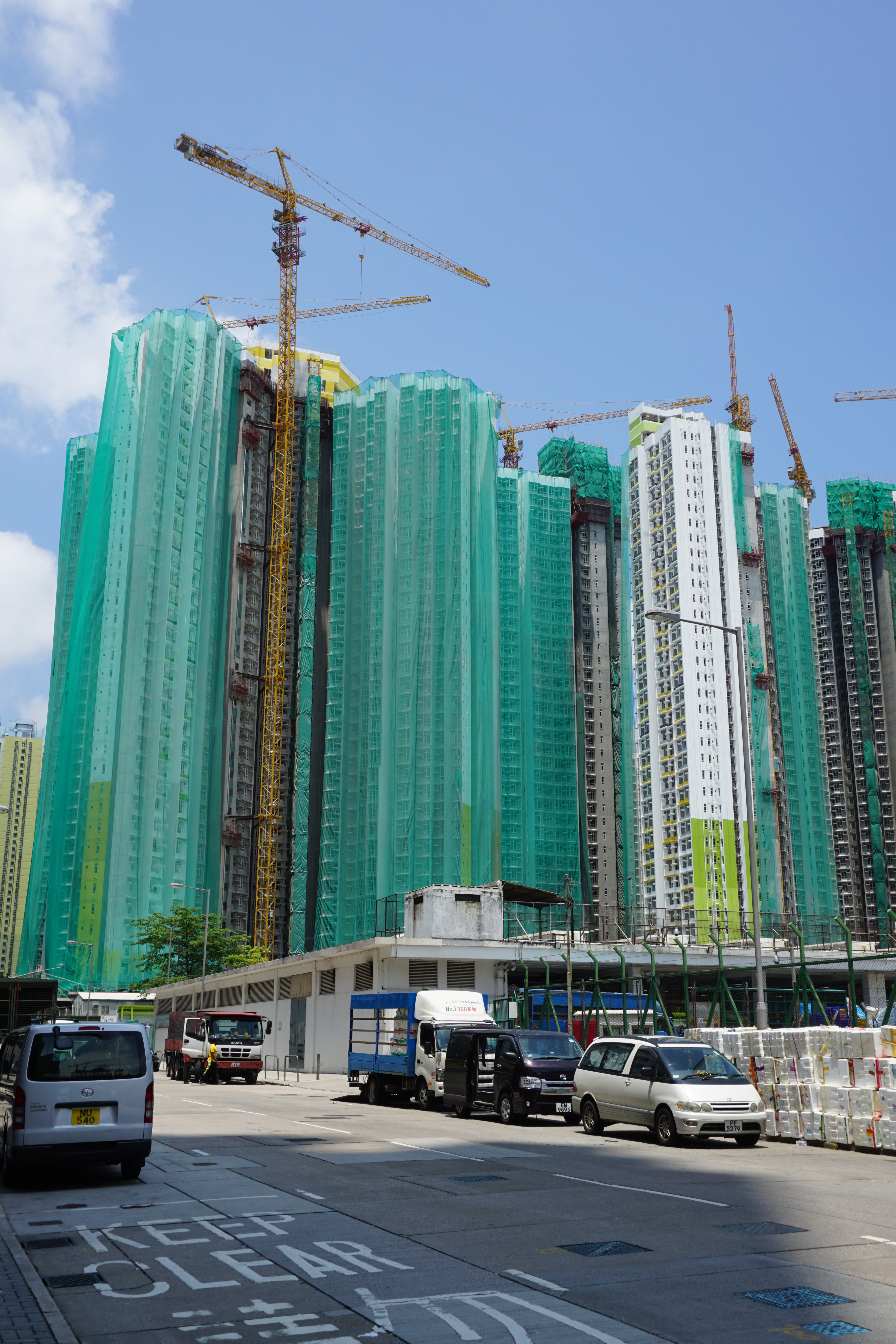
興建中之綠置居部份（2018年5月）
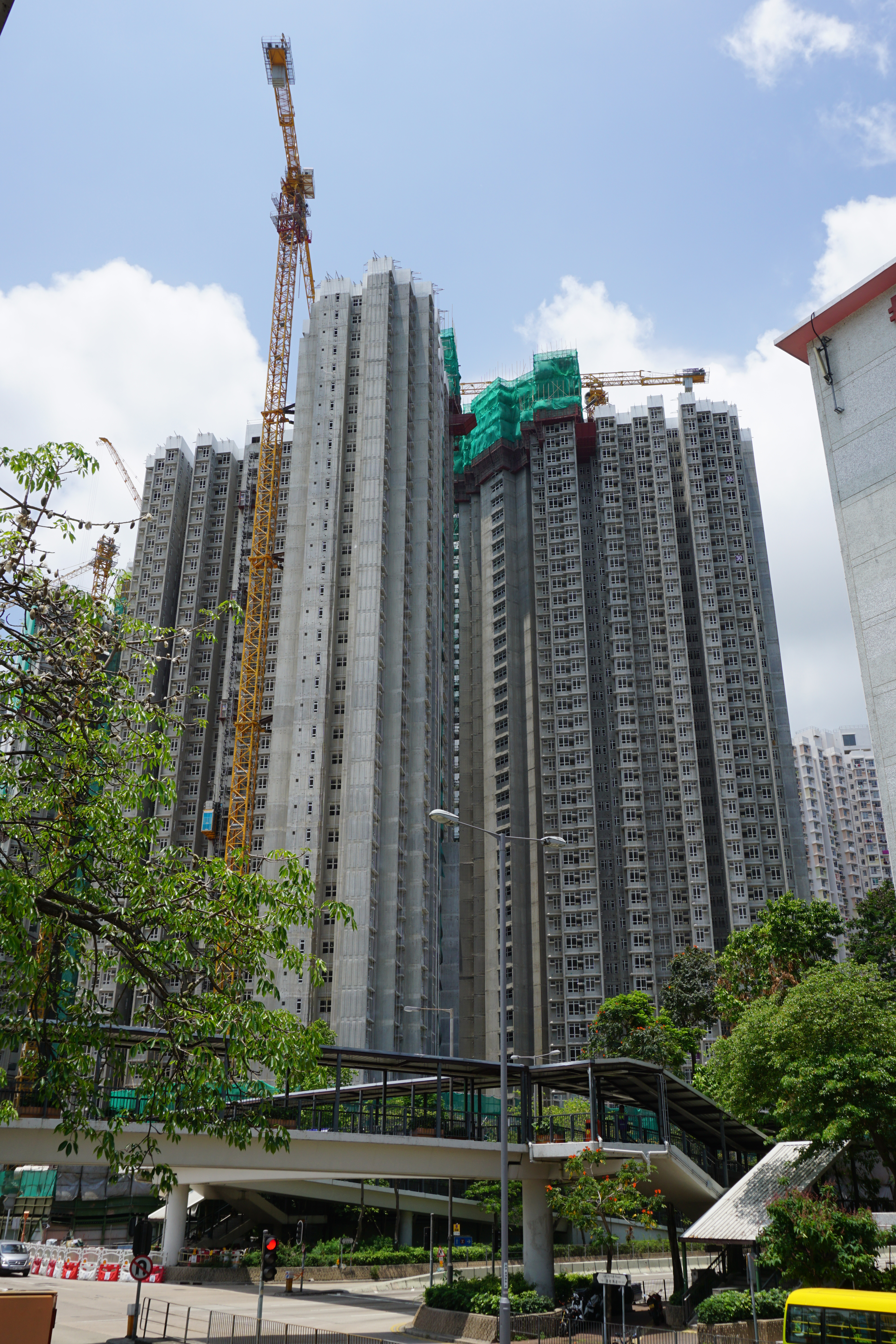
興建中之公屋部份（2018年5月）
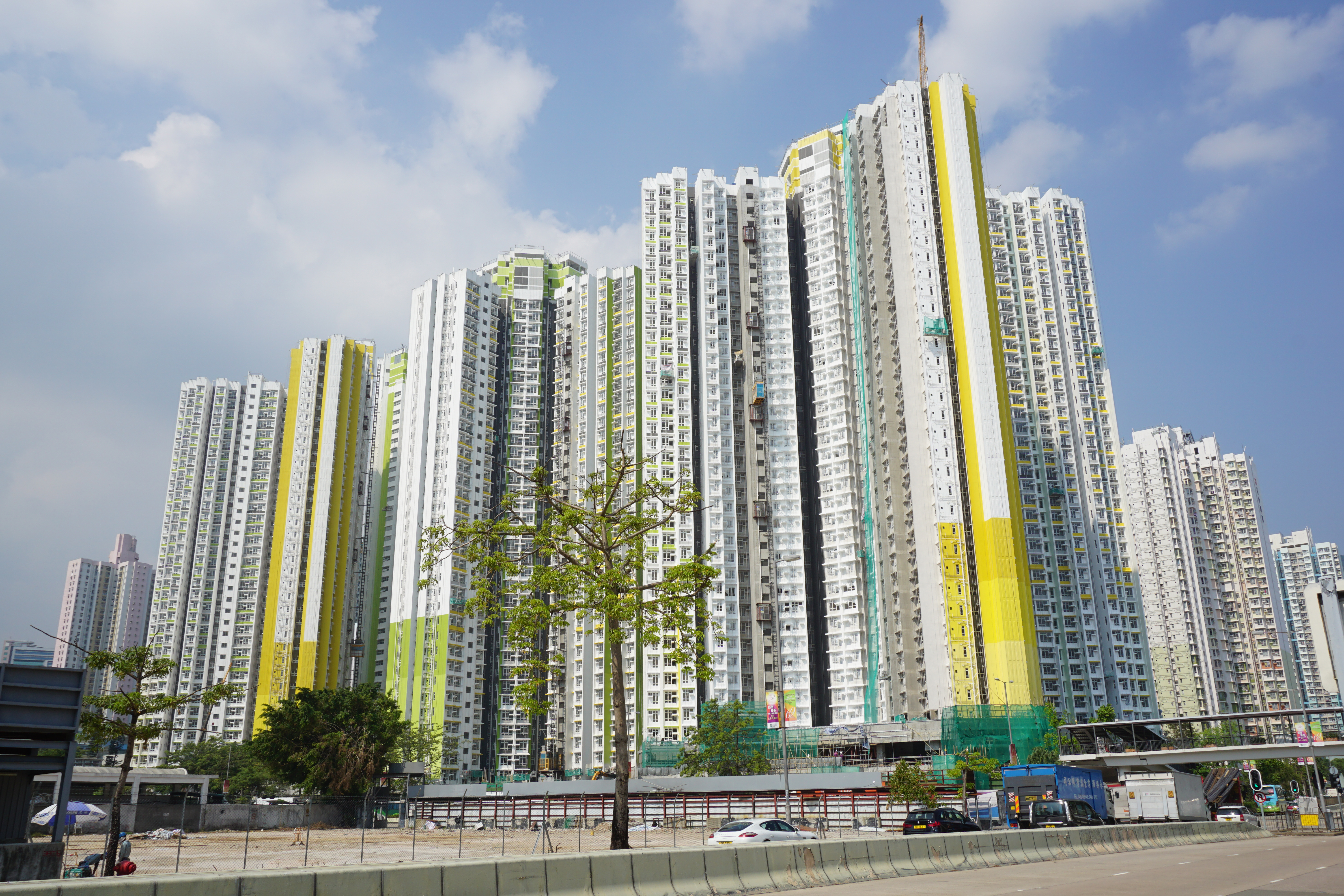
建造中之麗翠苑外貌（2018年10月）
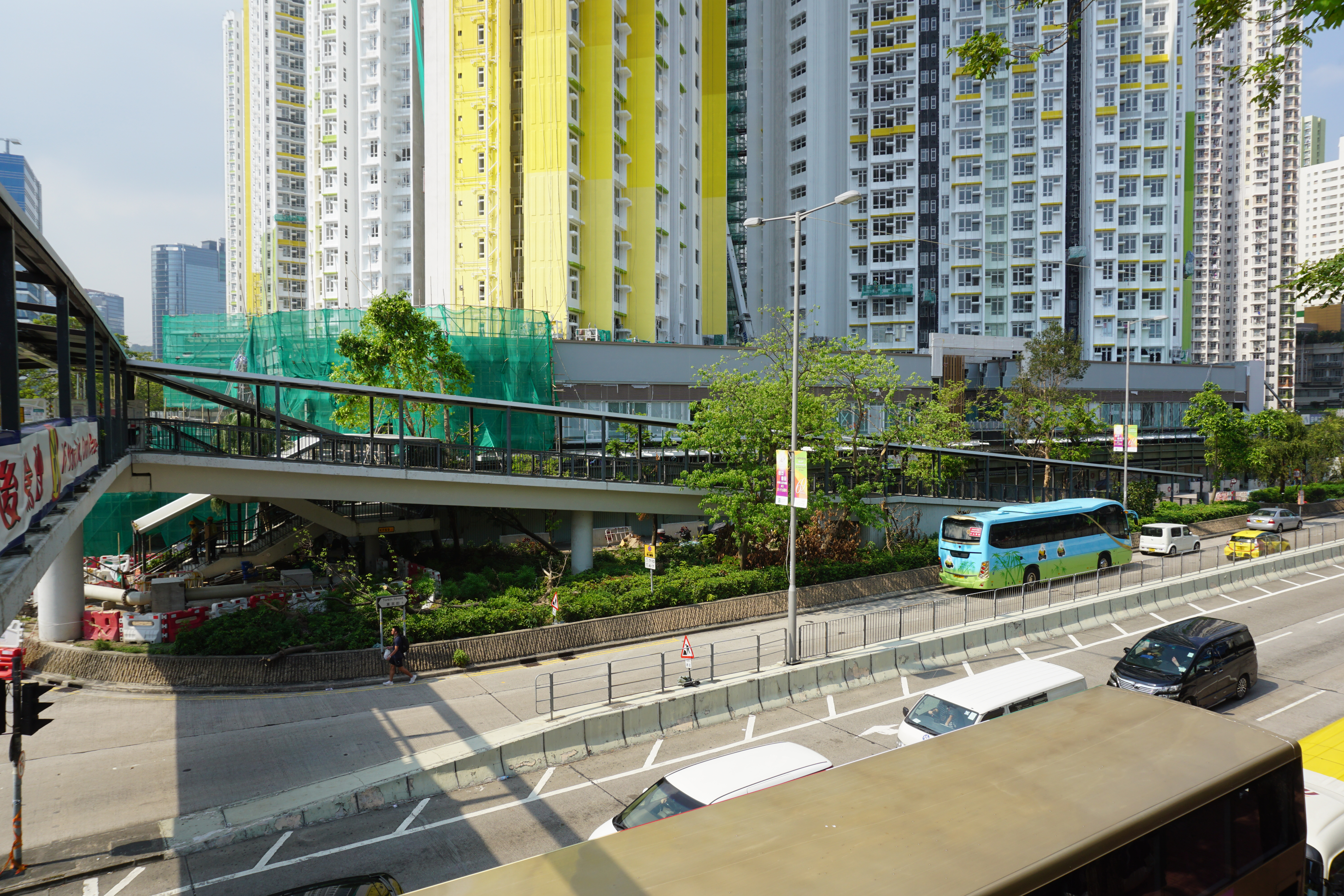
建造中之麗翠苑商舖（2018年10月）

## 交通
項目距離港鐵長沙灣站約3至5分鐘步程。另外在荔枝角道、東京街及長沙灣道沿線有多條巴士及小巴路線，來往港九新界多區。